# ダヴィッド・ダンジェ
ダヴィッド・ダンジェ（David d'Angers、本名:Pierre-Jean David、1788年3月12日 - 1856年1月4日）は、フランスの彫刻家、金工師(メダリスト)である。画家のジャック＝ルイ・ダヴィッドがフランスの美術界を主導した時代に育った芸術家の一人で、師と区別するために、出身地のアンジェを姓に着けて、ダヴィッド・ダンジェと名乗った。

## 略歴
アンジェの家具職人の息子に生まれた。フランス革命が始まると、父親は共和国軍の志願兵としてフランソワ・ド・シャレットが指揮する王党派の、ヴァンデの反乱の鎮圧に加わった。
アンジェで絵を教えていた画家、ドリュス(Jean-Jacques Delusse)に学んだ後、1808年にパリに出て彫刻家フィリップ＝ローラン・ロランの工房に入った。凱旋門やルーブル宮殿の外装などの仕事に参加し、1810年にエコール・デ・ボザールの展覧会で2位となり、翌年のコンクール(Concours de la tête d'expression)に優勝し、イタリア留学の資格が得られるローマ賞も受賞した。

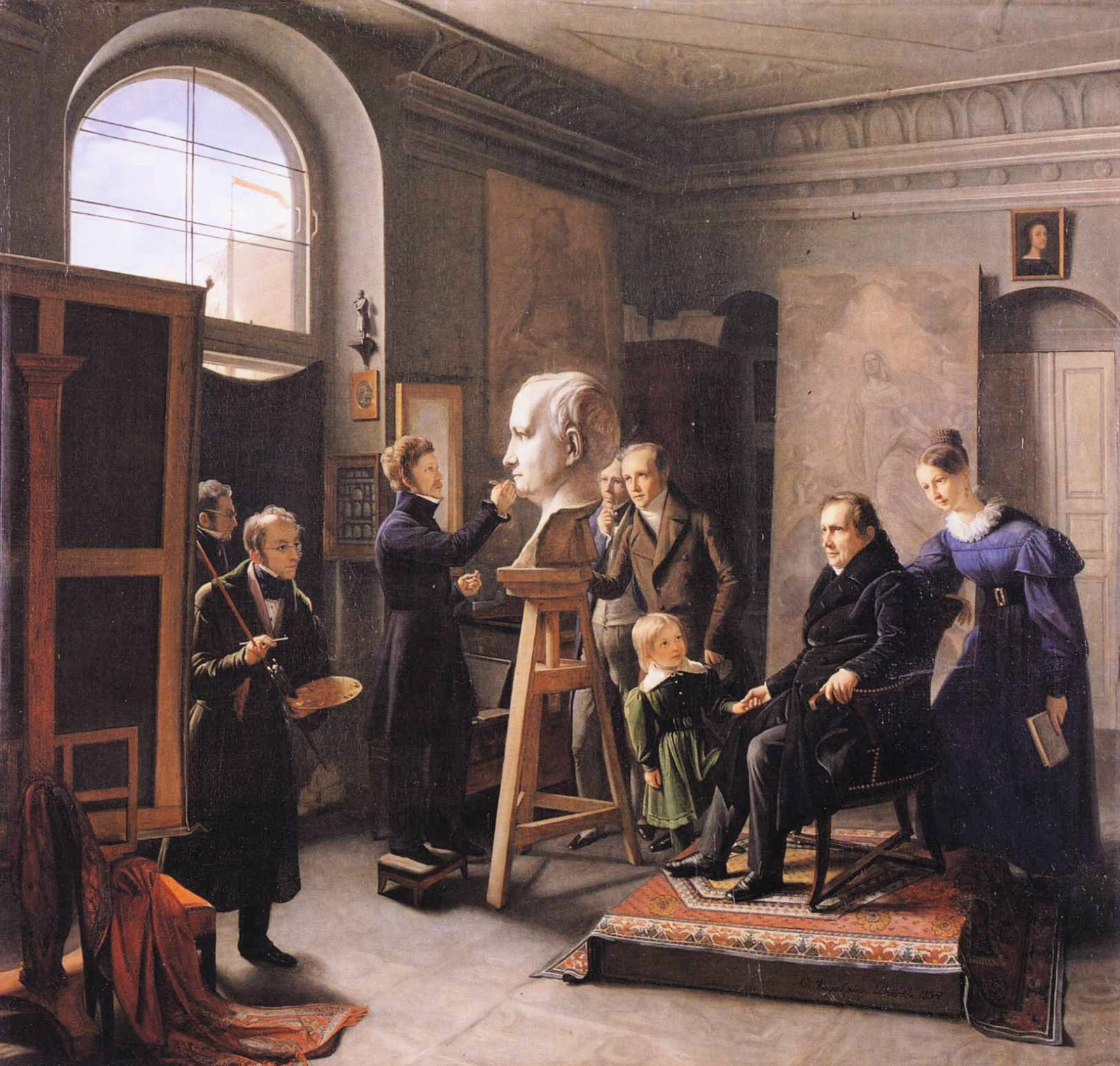
文学者ルートヴィヒ・ティークの塑像を製作するダビッド・ダンジェ
(画)フォーゲル・フォン・フォーゲルシュタイン

イタリアに留学し、ローマに5年間滞在し、イタリアの新古典主義の彫刻家、アントニオ・カノーヴァをしばしば訪ね、ヴェネツィアやナポリ、フィレンツェも旅した。
イタリアからフランスに戻った時、ナポレオンは失脚して、フランス復古王政の時代になっていた。ジャック＝ルイ・ダヴィッドもベルギーへ亡命しており、パリでは活動がしにくくなったダヴィッド・ダンジェはロンドンに移り、イギリスの新古典派の彫刻家、ジョン・フラクスマン(John Flaxman)の援助を受けた。イギリスの顧客から、ワーテルローの戦いの記念碑のための作品を求められ、愛国心を傷つけられたダヴィッド・ダンジェは1816年にはフランスに戻った。
フランスで精力的に働き、多くの人物像、胸像やレリーフを製作した。1828年にはヴァイマルを旅し、1834年にはミュンヘンやシュトゥットガルト、ベルリンなどを訪れ、ゲーテやシェリングの像を製作した。

## 作品

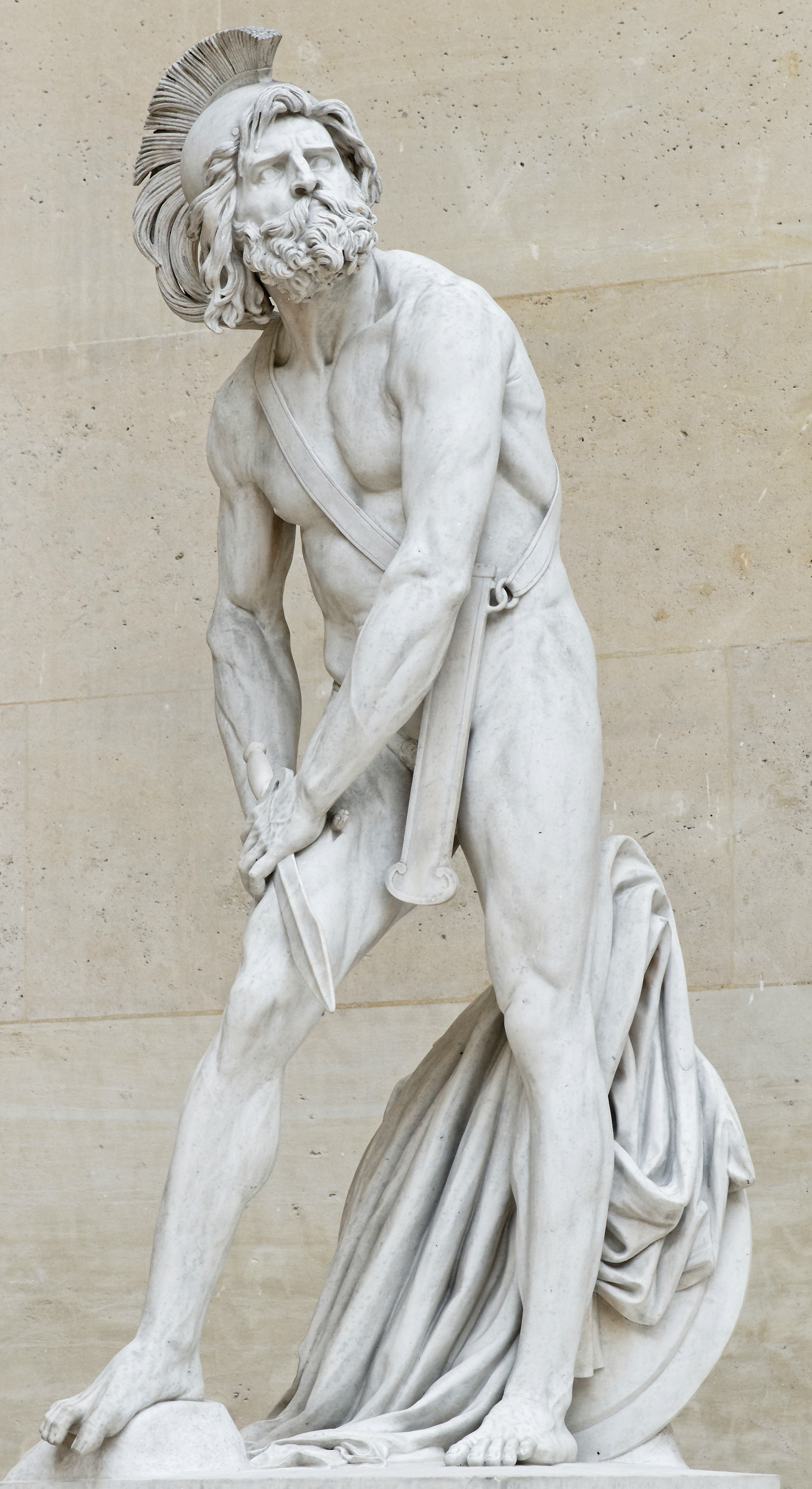
フィロポイメーン
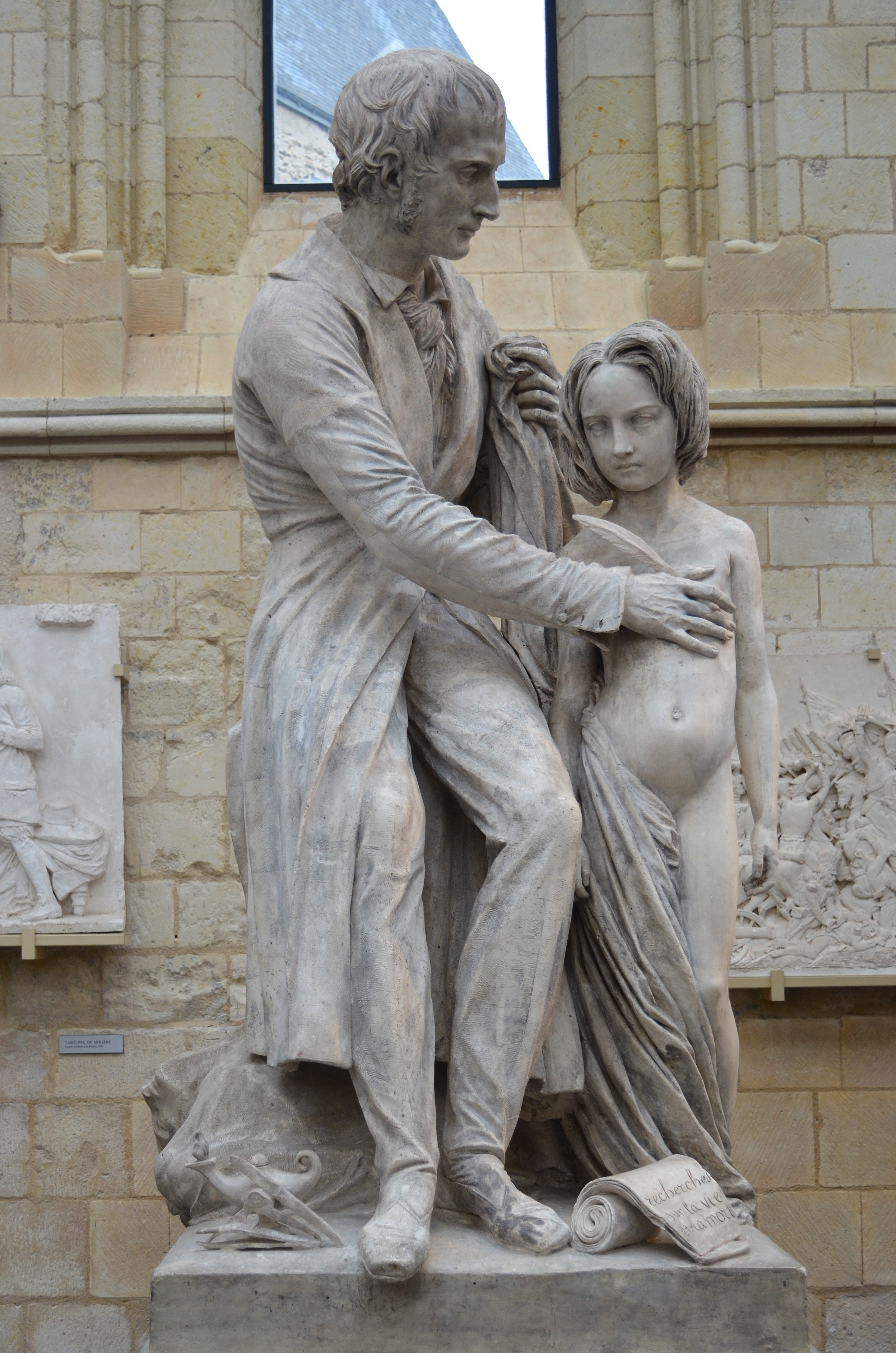
マリー・フランソワ・クサヴィエ・ビシャ
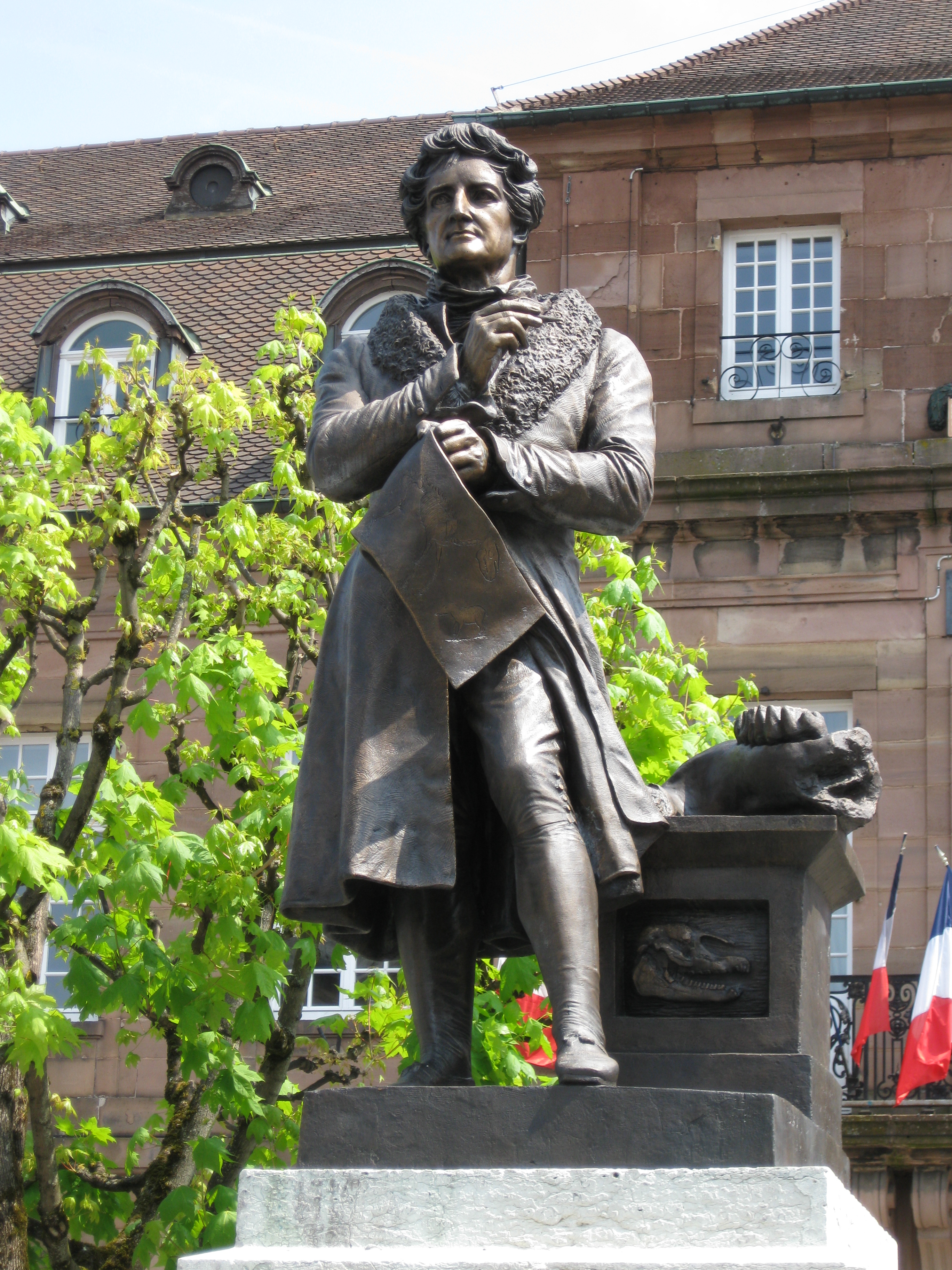
ジョルジュ・キュヴィエ
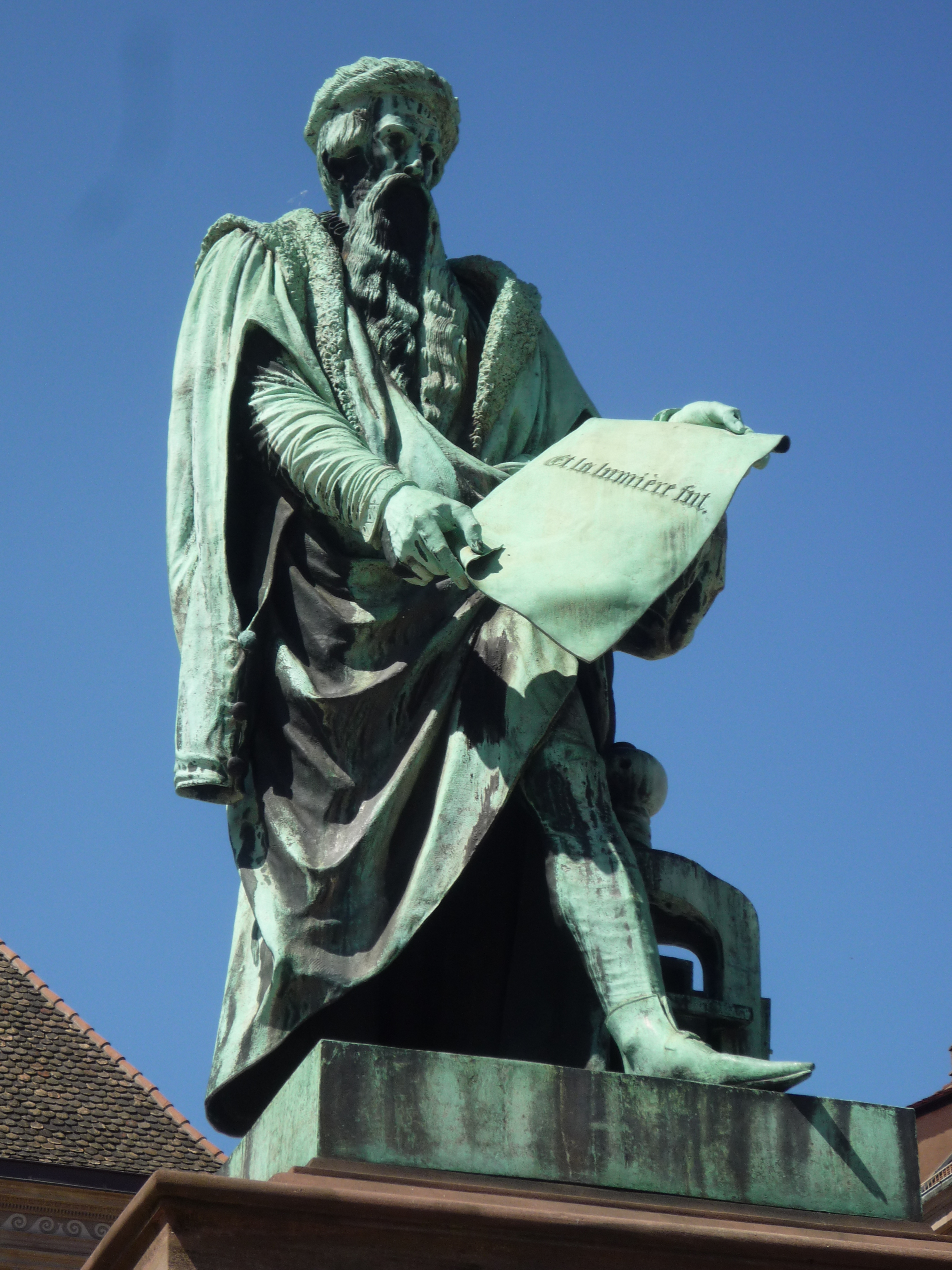
ヨハネス・グーテンベルク
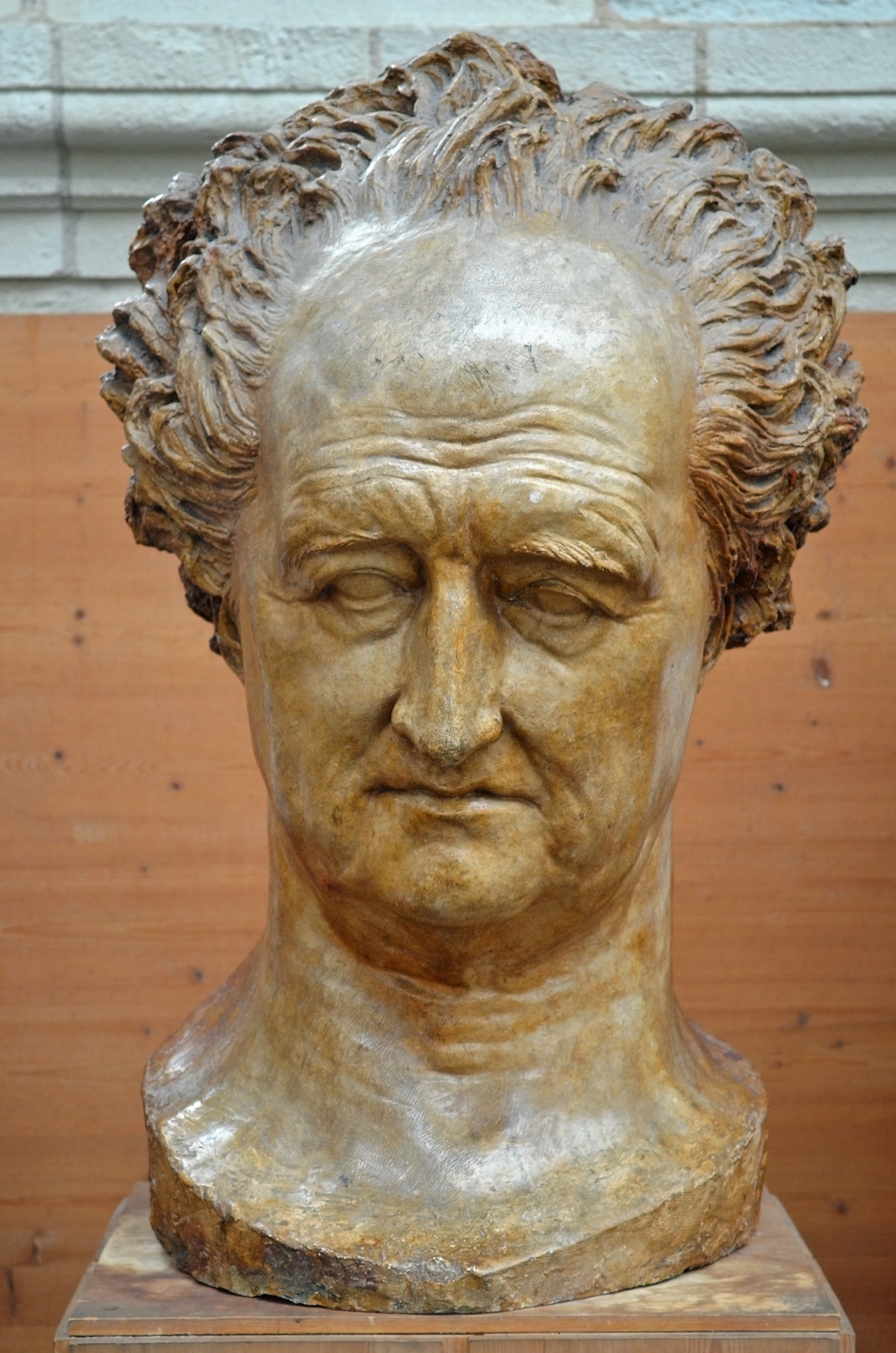
ヨハン・ヴォルフガング・フォン・ゲーテ
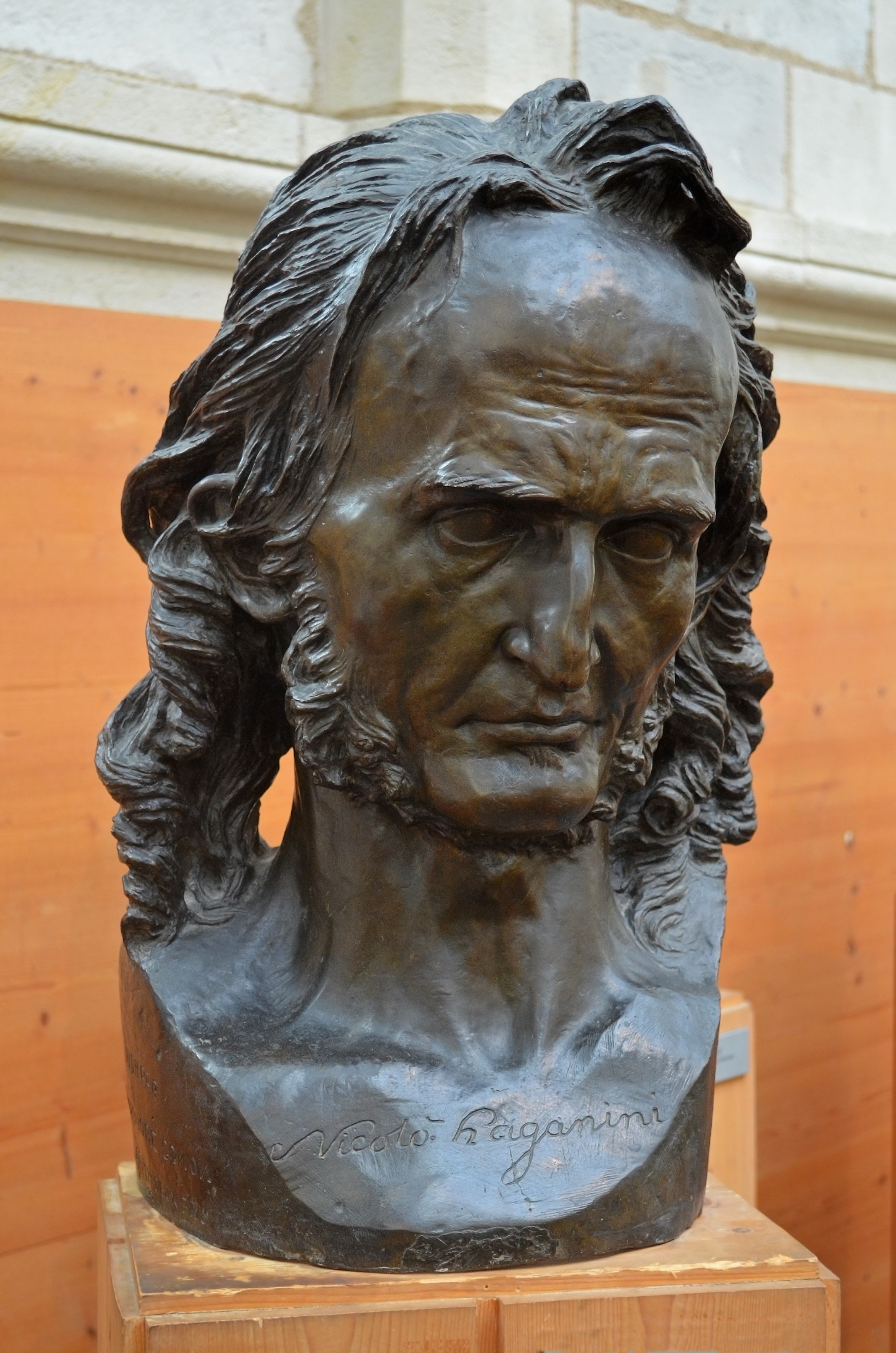
ニコロ・パガニーニ
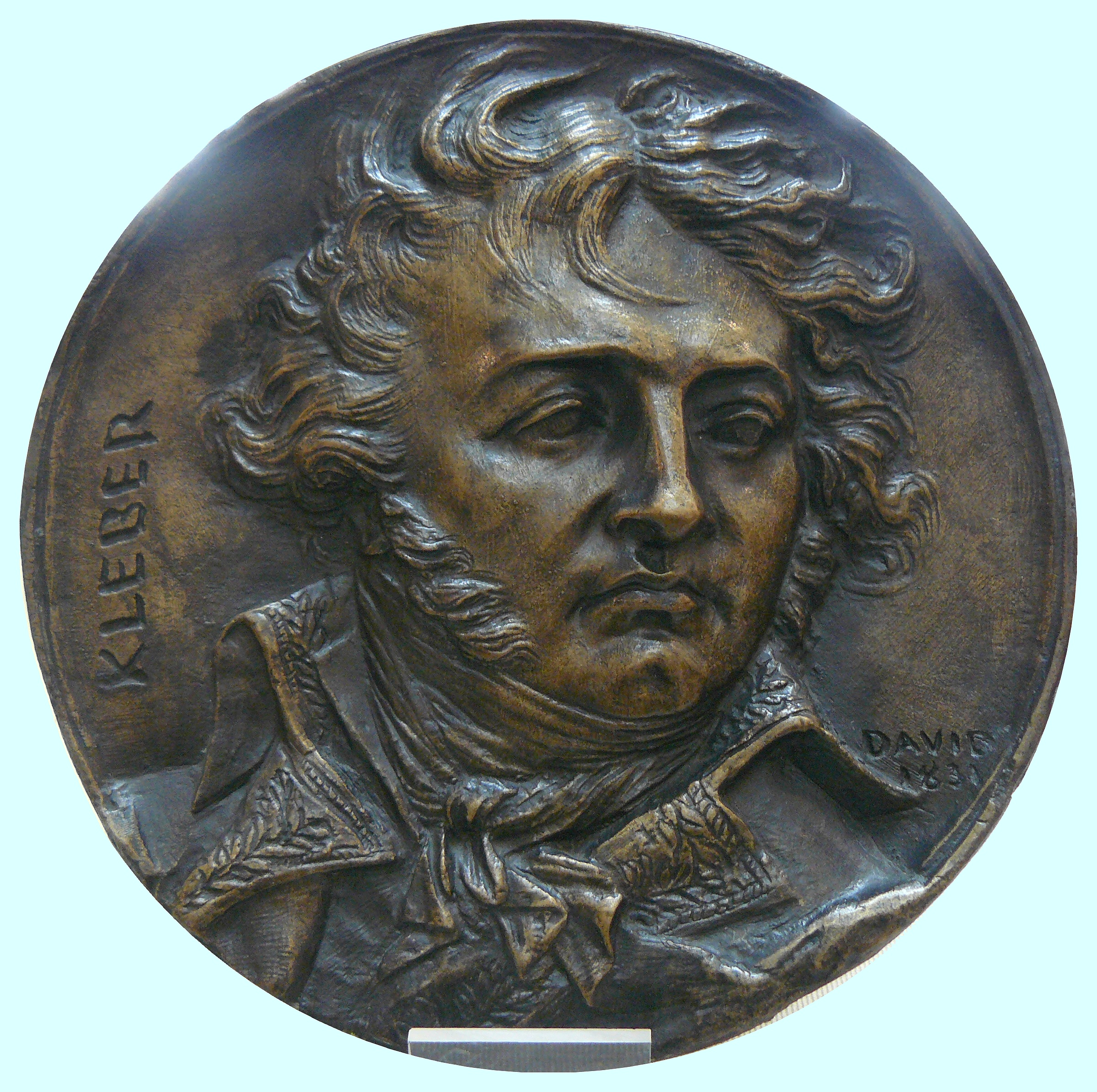
ジャン＝バティスト・クレベール
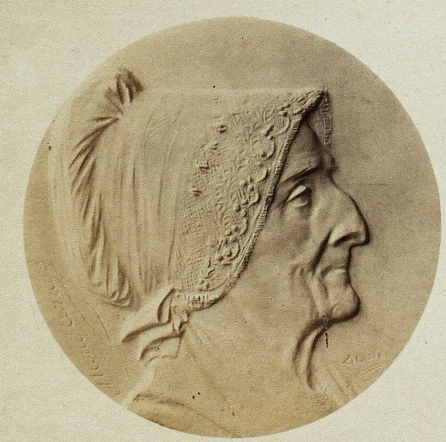
Marie Arago